# 알렉세이 이오노프
알렉세이 세르게예비치 이오노프(러시아어: Алексей Серге́евич Ионов, Aleksei Sergeyevich Ionov, 1989년 2월 18일, 킨기세프 ~)는 러시아의 축구 선수로, 현재 FC 크라스노다르에서 오른쪽 윙어로 활약하고 있다.

## 클럽 경력
그는 6세에 축구를 시작하였다. 이후, 그는 제니트 축구학교를 졸업한 후, 2007년에 제니트 리저브 팀에서 활약하기 시작했다. 그는 제니트 소속으로 3차례 UEFA컵 경기에 출전하였다.
2013년 6월 3일, 이오노프는 €5M의 이적료에 안지 마하치칼라로 이적하였다.

## 국가대표팀 경력
이오노프는 2011년 UEFA U-21 유럽 축구 선수권 대회 예선전에 참가한 러시아 U-21 국가대표팀 일원이었다.
2011년 3월 29일, 그는 카타르와의 친선전에서 성인 국가대표팀 데뷔전을 가졌다. 그는 2013년 9월 6일, 룩셈부르크와의 2014년 FIFA 월드컵 예선전에 첫 주요대회 국가대표팀 경기를 출전하였다.
2014년 6월 2일, 그는 러시아의 2014년 FIFA 월드컵 최종 엔트리에 포함되었다.

## 경력 통계
2016년 5월 21일 기준
| 클럽                    | 단계      | 시즌      | 리그 | 리그 | 컵   | 컵 | 유럽 | 유럽 | 합계 | 합계 |
| 클럽                    | 단계      | 시즌      | 출장 | 골   | 출장 | 골 | 출장 | 골   | 출장 | 골   |
| ----------------------- | --------- | --------- | ---- | ---- | ---- | -- | ---- | ---- | ---- | ---- |
| 제니트 상트페테르부르크 | 1부       | 2007      | 0    | 0    | 1    | 0  | 3    | 2    | 4    | 2    |
| 제니트 상트페테르부르크 | 1부       | 2008      | 5    | 0    | 1    | 0  | 1    | 0    | 7    | 0    |
| 제니트 상트페테르부르크 | 1부       | 2009      | 10   | 0    | 1    | 0  | 0    | 0    | 11   | 0    |
| 제니트 상트페테르부르크 | 1부       | 2010      | 11   | 0    | 1    | 0  | 5    | 2    | 16   | 2    |
| 제니트 상트페테르부르크 | 1부       | 2011-12   | 20   | 3    | 2    | 0  | 4    | 0    | 26   | 3    |
| 제니트 상트페테르부르크 | 합계      | 합계      | 45   | 3    | 6    | 0  | 13   | 4    | 64   | 7    |
| 쿠반 크라스노다르       | 1부       | 2011-12   | 7    | 1    | 0    | 0  | -    | -    | 7    | 1    |
| 쿠반 크라스노다르       | 1부       | 2012-13   | 30   | 2    | 2    | 0  | -    | -    | 32   | 2    |
| 쿠반 크라스노다르       | 합계      | 합계      | 37   | 3    | 2    | 0  | 0    | 0    | 39   | 3    |
| 안지                    | 1부       | 2013-14   | 6    | 0    | 0    | 0  | -    | -    | 6    | 0    |
| 안지                    | 합계      | 합계      | 6    | 0    | 0    | 0  | 0    | 0    | 6    | 0    |
| 디나모 모스크바         | 1부       | 2013-14   | 18   | 5    | 0    | 0  | -    | -    | 18   | 5    |
| 디나모 모스크바         | 1부       | 2014-15   | 29   | 9    | 1    | 0  | 14   | 4    | 44   | 13   |
| 디나모 모스크바         | 1부       | 2015-16   | 29   | 4    | 3    | 0  | -    | -    | 32   | 4    |
| 디나모 모스크바         | 합계      | 합계      | 76   | 18   | 4    | 0  | 14   | 4    | 98   | 22   |
| 경력 합계               | 경력 합계 | 경력 합계 | 164  | 24   | 14   | 1  | 32   | 10   | 210  | 35   |

## 수상
제니트 상트페테르부르크
- 러시아 컵 (1): 2010
- 러시아 슈퍼컵 (1): 2011